# LGA 1366
Le socket LGA 1366 (aussi appelé socket B[réf. nécessaire]) est un socket destiné aux processeurs Intel. Le socket 1366 est une matrice de pastilles (LGA en anglais). Les processeurs pour socket 1366 comportent de petits plots venant toucher des pins situés sur le socket.
Le socket 1366 est utilisé par les processeurs Bloomfield de la famille Nehalem, notamment les Core i7 de la gamme 9xx. Il sera également utilisé par les processeurs Gulftown de la famille Westmere dont le premier modèle hexacore est sorti le 11 mars 2010.
Ces différents processeurs constituant le « haut de gamme » du fondeur, ce socket est également considéré comme étant la « vitrine technologique » de ce dernier.